# Handschriftliche Antiqua

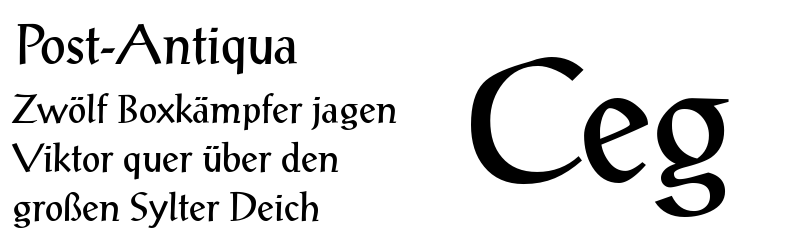
Beispiel für eine Handschriftliche Antiqua

Die Handschriftliche Antiqua ist eine Schriftklasse nach DIN 16518.
Die Glyphen einer Handschriftlichen Antiqua basieren in ihren Grundzügen auf der Antiqua, sind jedoch handschriftlich abgeändert, um ein persönlicheres Aussehen zu erzielen.
Vertreter solcher Schriften sind die Post-Antiqua oder Wiesbaden Swing.